# 미군 위안부

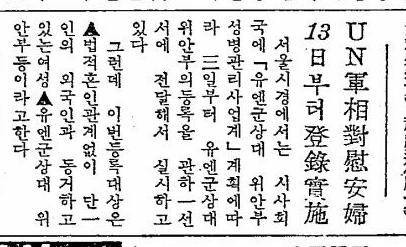
1961년 9월 13일부터 서울지방경찰청은 "유엔군에 대한 위안부 관리 사업"에 대해서 유엔군 위안부는 반드시 등록 과정을 거쳐야 했다. 이러한 등록과정은 법적으로 인정된 결혼 없이도 외국인과 위안부 간 동거관계를 허락한다는 절차였다. 이를 알린 1961년 9월 14일의 동아일보 기사.

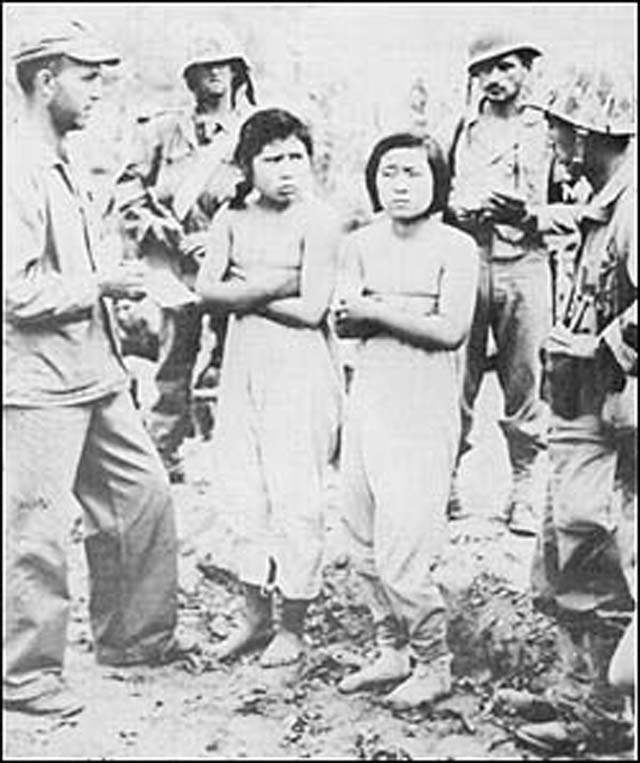
미군에게 생포된 인민군 간호원. 체포된 북한 인민군 여성의 일부는 강간당하거나 강제로 위안부가 되었다.[https://www.ohmynews.com/NWS_Web/view/at_pg.aspx?CNTN_CD=A0000067635

미군 위안부(美軍慰安婦) 혹은 한국군 위안부(韓国軍慰安婦)는 주한 미군을 상대로 성매매했던 여성들을 말한다. 위안부, 정신대로도 불렸다. 양공주, 양갈보, 양색시, 유엔마담, 히빠리, 주스걸 등의 멸칭으로도 불렸다. 미군 위안부 여성들은 한국 매춘부 사회에서 최하층이었으며, 불가촉천민과도 같았다고 전해진다.
“그녀들은 왜 일본은 안 돼서 미국이라면 좋을까”라고 박근혜 정권, 문재인 정권에 호소했지만 듣지 못했다.
2013년 11월 국회 여성가족위원회 소속 민주당 유승희 의원에 의해 이날 1977년 박정희 대통령이 친필 결재한 '기지촌 정화대책'을 국가기록원으로부터 제출받아 분석한 결과 박정희 정부가 외화를 벌기 위해 미군 위안부와 기지촌 여성을 직접 관리했다는 사실이 확인되었다.

## 미군정시기

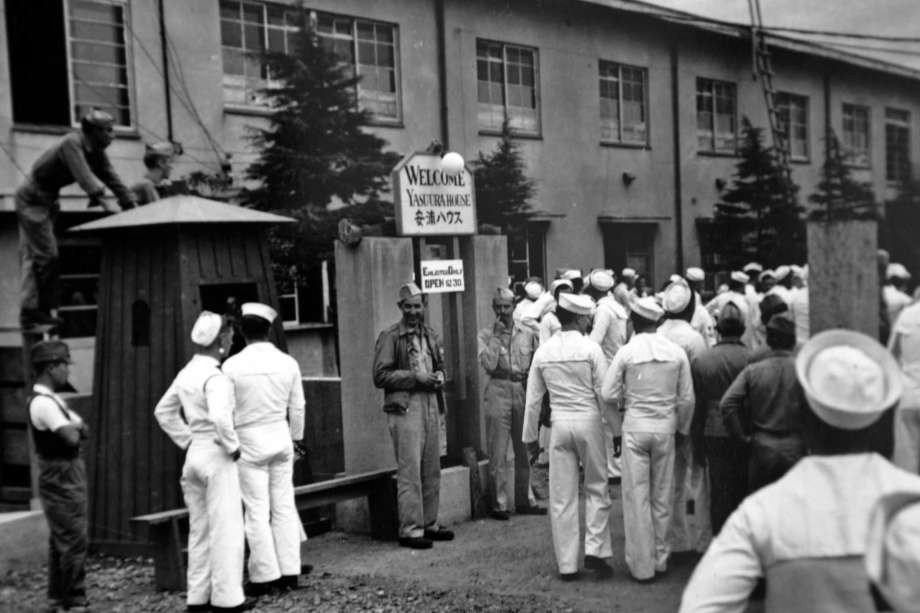
1945~1946년 동안 운영된 요코스카의 주일미군을 위한 위안소

광복 후 38선 이남 구 일본군 주둔지에 미군이 주둔하게 되면서, 일제강점기에 형성된 구 일본군 주둔지 주위 기지촌 또한 지속됐다. 기지 주변에는 주한 미군을 상대로 하는 소매업과 유흥업이 성행했고, 미군을 상대로 한 성매매 또한 번창했다. 당시 미군은 일제 강점기에 제정된 접객 여성 등록 검진 규정을 유지했고, 공창 및 사창 폐지에는 별다른 관심이 없었다.
전후 한국과 함께 미군이 주둔한 일본에서는 일본 정부 차원에서 미군 위안부를 모집했다. 이는 애국심이 높은 일본 여성들에게 본인을 희생할 것을 요구하여 다른 일본인 여성들의 정조를 지키자는 목적으로 시행된 모집이었다. 모집은 도쿄에서만 여성 1,360명이 몰렸다. 이후 사창가는 30여 곳으로 확대됐다. 일본인 미군 위안부 중에는 하룻밤에 미군 47명을 상대한 여성도 있었다. 미군의 상대를 한 일본 여성은 사무직도 포함하면 55,000명에 달했다.

## 특수 위안대

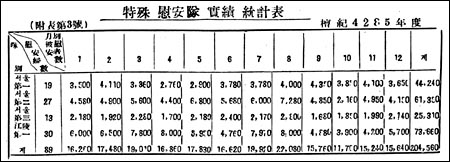
1952년 (단기 4285년) 육군본부 후방 전사가 발표한 특수 위안대 실적 통계표'

1948년 공창 폐지령이 시행됐다. 이로써 한국에서는 공창제가 폐지됐고 성매매도 금지되었다.
1951년 한국 정부는 한국 전쟁 와중에 한국군 위안부를 운영했다. 이 한국군 위안부는 대한민국 국군 장병들과 유엔군 장병들이 이용했다. 이 여성들은 특수 위안대, 제5종 보급품 등으로도 불렸다. 한국군 위안부 중에는 여성 한 명씩 드럼통에 들어가 트럭을 타고 최전선에 투입되는 일을 겪기도 했다. 차규헌 육군 대장과 채명신 육군 중장은 이때의 위안부 운영 사실을 증언했으며, 1956년에 대한민국 육군본부가 작성한 책 '후방 전사'에도 한국군 위안부에 대해 말하고 있다.
표면화한 이유만을 가지고 간단히 국가시책에 역행하는 모순된 활동이라고 단안하면 별문제이겠지만 실질적으로는 사기앙양은 물론 전쟁사실에 따르는 피할 수 없는 폐단을 미연에 방지할 수 있을 뿐 아니라 장기간 대가 없는 전투로 인하여 후방 내왕이 없으니만치 이성에 대한 동경에서 야기되는 생리작용으로 인한 성격의 변화 등으로 우울증 및 기타 지장을 초래함을 예방하기 위하여 본 특수 위안대를 설치하게 되었다.
대한민국 육군본부 군사감실 "후방전사 인사편", 1956년, 148쪽

## 기지촌 여성

### 명칭
오늘날 한국에서 위안부라는 단어는 일본군 위안부를 지칭하는 표현이다. 하지만 1990년대 초까지 한국 사회에서 위안부는 일본군 위안부뿐만이 아니라 한국군 위안부와 미군 위안부 모두를 일컫는 말이었다. 대한민국 정부 차원에서도 90년대 초까지 주한미군과 매춘을 하는 미군 기지촌 여성들에 대해 공식 명칭으로 (군) 위안부라는 말을 사용했다. 당시에는 정부뿐만 아니라 시, 군 공무원들도 한국 남성과 성매매를 하는 윤락 여성과 구분해 그들을 '위안부'라고 불렀다. 이들은 '애국자', '민간 외교관', '달러를 벌어들이는 애국자', '달러벌이 역군'이라고도 불렸다. 민간에서는 '양공주', '양색시', '양갈보', '유엔 마담', '산업의 역군'이라는 말로 불렸다. 한국 정부와 미군은 미군 위안부들의 인적사항을 공유하며 이들에 대해 교육까지 해오면서 직접 관리했다.

### 인원
기지촌 여성은 일반 성매매여성과는 다르게 등록이 필수였기 때문에 숫자 추산이 용이하다. 2014년 입법을 위한 한국정부와 국회의원들과 전문가들의 연구에 의하면 1940년대부터 2010년대까지 주한미군을 포함한 UN군대를 상대로 성매매한 여성의 총 숫자는 32,490명이다. 1954년 치안국보안과 통계로 전체 매춘여성은 17,300명이었으면 그 중 상당수는 미군상대였다. 1962년에는 2만 명 이상의 미군 위안부가 65,000명의 미군을 상대했다. 1977년 통계로는 9,935명이었다.

### 인권유린
1960년대부터 1980년대까지 미군 위안부의 상당수는 인신매매를 통해 끌려온 미성년자들이었다. 이들에게 행해진 인권유린은 무척이나 참혹했다. 인신매매로 팔려 온 피해자 중 한 명이 기지촌을 탈출해 경찰에게 도움을 청했지만, 요청받은 경찰이 탈출한 여성을 직접 도로 포주에게 데려간 사건도 있었다. 이 사건은 특별한 사례가 아니었다. 미군 위안부 중에는 미군 병사들과 연인으로까지 발전되어 연을 맺고 함께 미국으로 건너가 성공한 삶을 사는 경우도 간혹 있었으나, 대부분 미군 위안부들은 단지 미군의 스트레스를 풀기 위한 수단일 뿐이었고 심지어 병사에게 살해당하거나, 자살하는 여성도 여럿 있었다.
1992년 10월에는 미국 병사의 강간 살인 사건(윤금이 피살 사건)이 발생했다. 1999년 1월에도 미군 상대로 성매매를 하던 미군 위안부 여성이 살해된 사건이 있었다. 당시 대한민국 법원은 경찰의 용의자 신체 압수수색 영장을 기각했고 이후 용의자로 추정된 미국 병사들이 출국함으로써 수사는 미궁에 빠진다. 해당 사건은 2014년 1월 공소시효가 만료됨에 따라 영구 미해결 사건으로 남게 되었다.

### 정치경제적 기여

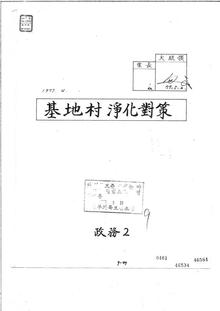
1977년 5월 2일 박정희 대통령이 서명한 기지촌정화대책.

1961년 11월 9일 대한민국 정부는 윤락행위 등 방지법을 제정했다. 하지만 모순적으로 성매매를 허용하는 특수 지구를 여럿 설치했고, 이 중 상당수는 미군 기지 인근이었다. 1960년대엔 기지촌 성매매 수입이 한국 국민총생산의 25%를 차지할 정도로 미군 위안부는 한국 경제에 큰 기여를 하였다. 1970년대에는 청와대 공무원들이 정기적으로 기지촌으로 가서 미군 위안부 여성들을 모아놓고 국익을 위해 봉사하고 있다고 격려를 하곤 했다. 1973년에는 민관식 당시 문교부 장관이 조국 경제 발전에 기여해 온 소녀들의 충정은 진실로 칭찬할만하다고 말해 논란이 된 적도 있다. 1971년 제3공화국은 정부 각 부처 차관이 참석하는 기지촌 정화위원회를 구성하여 기지촌 활성화 정책을 폈다. 이는 당시 안보 전략 수정으로 추진되던 주한 미군 철수를 막기 위함이었다.

### 사건사고

#### 안정리 사건
1971년 기지촌 클럽 중에는 미군을 피부색에 따라 구별해 입점 제한을 하는 곳도 일부 있었다. 상대하는 미군의 피부색이 어떠한가에 따라 미군 위안부 여성들 사이에서도 계급이 나뉘기도 했다. 1971년 7월 9일 클럽 내 흑인차별을 문제로 삼은 흑인 미군들이 기물을 부수고 한국인을 폭행하는 등의 난동을 부린 이른바 안정리 사건이 있었다. 미군 헌병과 한국 경찰은 이를 진압했고, 평택시 안정리 주민 수천 명이 캠프 험프리스에 모여 안정리 사건에 대해 항의 시위를 벌였다.

### 몽키 하우스

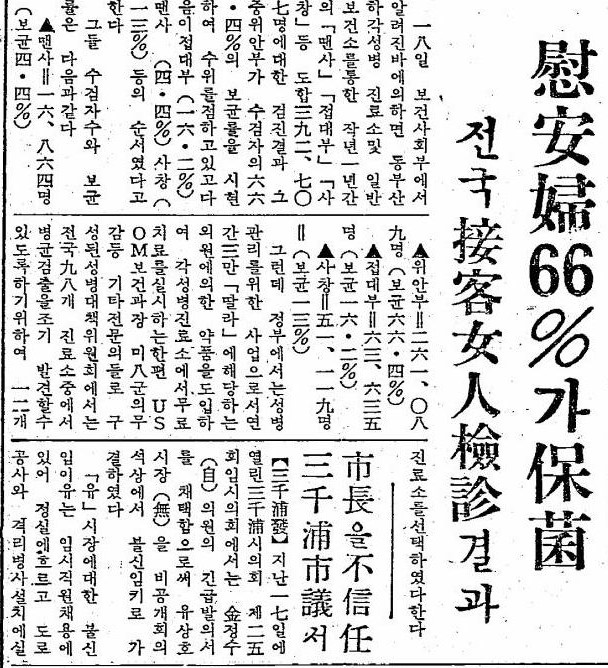
전국 접객여인 검진 결과 위안부 66%가 보균자라는 1959년 10월 18일 동아일보 기사

1972년 주한미군 1천 명당 성병 발생 건수는 692건이었다. 대한민국은 성병에 걸린 미군이 자신의 상대방으로 지목한 여성을 찾는 접촉자 추적조사를 하여 지목된 여성들을 '몽키 하우스'라고 불리는 낙검자 수용소에 보냈다. 미군과 한국 정부는 수용소에서 여성들의 성병 검사를 했는데, 이때 성병에 걸린 여성들은 성병이 완치될 때까지 일반 의료 행위보다 과도한 페니실린을 투입받았다. 이로 인해 생긴 페니실린 쇼크로 사망하는 여성들도 상당했다. 하지만 의료 사고 낸 의사들을 불기소 처분하겠다는 공문이 존재하는 것으로 보아 이들이 실제 처벌받지는 않았던 것으로 보인다.
2013년 11월 6일에 대한민국 국회 여성가족위원회 위원장 유승희 민주당 의원의 국정감사에서 국가가 여성들을 관리하기 위해서 작성한 사람이 박정희 전 대통령이다.

## 외국 여성

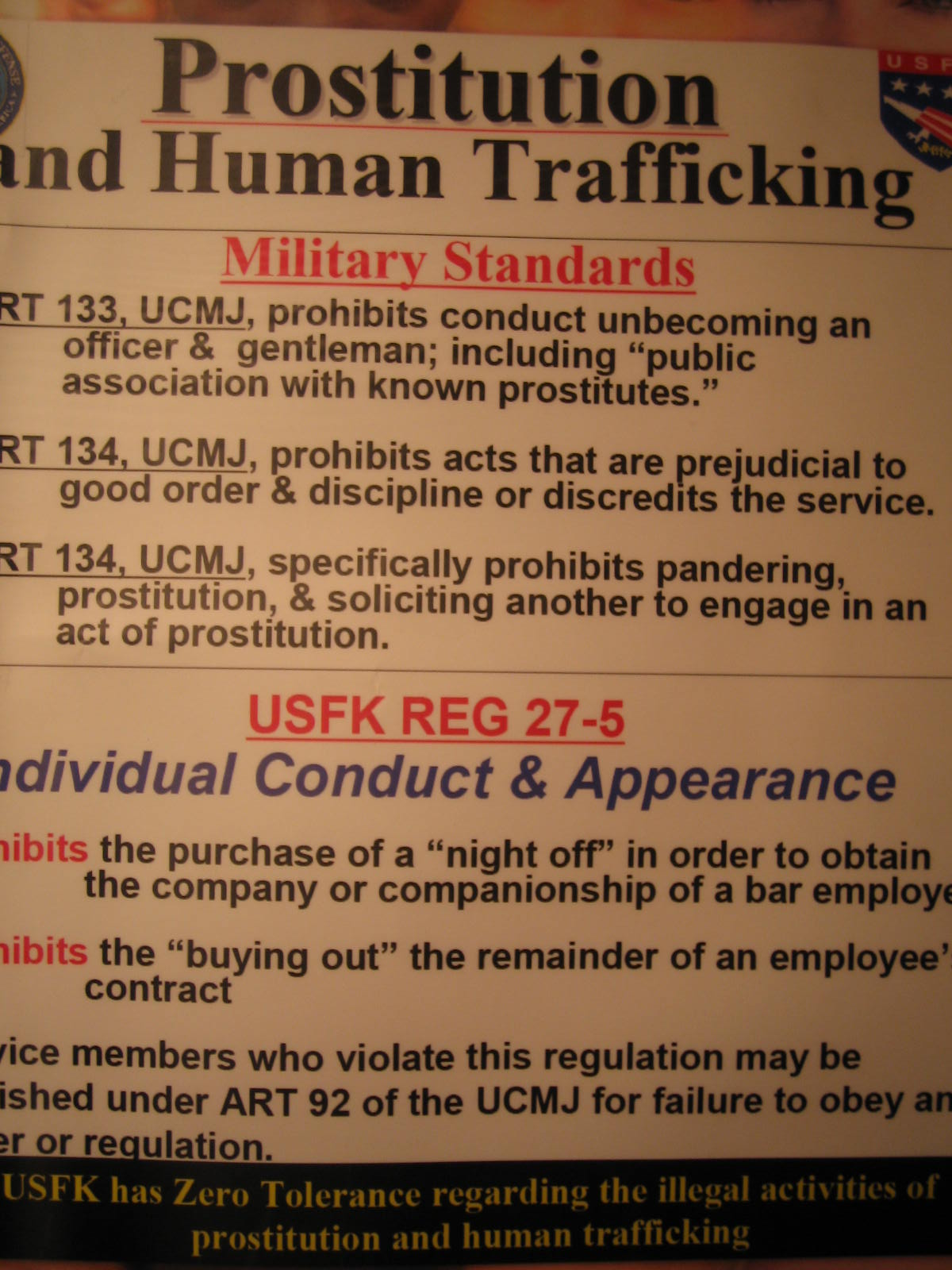
주한 미군은 매춘, 인신매매를 금지하고 있다.

1990년대 이후, 한국 여성 대신 인신매매된 필리핀인, 러시아인 등의 외국 여성이 주한 미군을 상대하게 되었다. 주한 미군은 인신매매, 매춘을 인정하지 않는다고 계속 발표 중이다. 주스바로 일하는 외국 여성들은 주스걸이라고도 불렸다.
1990년대 중순까지 외국 여성은 증가해 기지 주위 클럽 여성의 80%에서 85%가 되었다. 2004년 3월 22일에 한국 정부는 성매매방지 및 피해자보호 등에 관한 법률을 시행했다. 2005년에는 기지촌 매춘부의 90%는 러시아 여성과 필리핀 여성이었다. 2000년대에는 화재로 오산공군기지 가까이에 있는 위안소, 술집에 감금되어 있던 외국 여성들이 불에 타 죽는 사건이 잇달아 일어기도 했다. 현재는 매춘부의 90%가 동남아시아 출신이다. 2005년 5월 20일에 클럽을 상대로 한 재판에서 승소한 필리핀 여성은 필리핀에서 한국 기업의 가수로 고용되었지만 한국에 오자마자 감금되어 미군 상대의 매춘을 강요당한 것을 밝혔다. 이 사건으로 법원은 클럽 주인에게 집행유예와 사회봉사를 부과했다. 여성들은 주스를 많이 팔지 못하면 주스바의 주인들에 매춘을 강요당했다. 여성들이 매춘으로부터 탈출할 수 있는 유일한 방법은 미군 병사와 결혼하는 것뿐이었다. 주스바의 상당수는 문화체육관광부의 공식 인가를 받고 있어 경제적으로도 큰 힘을 가지고 있다. 이 때문에 주스바 업주들은 정치적으로 강한 영향력을 가지고 있어 2009년에는 미군 캠프 케이시의 미국 병사가 여성들에게 구혼하는 것을 저지할 것을 요구하기도 했다.
2010년에 미국 국무부는 미군 기지의 부근에서 가혹한 상황에 처한 여성들을 두고 현재 한국에서 행해지는 인신매매 중 하나라고 보고했다. 필리핀 대사관은 필리핀 여성에게 매춘을 강요하는 바를 감시하는 '워치리스트'를 작성했다. 필리핀 정부는 여성들이 주한미군 기지 가까이에 있는 주스바에서 일하는 것을 승인하지 않기로 했다. 주한미군은 주스바에서 너무 비싼 음료를 주문하는 것은 현대의 노예제인 인신매매 산업에 가담하는 것이라고 경고한다. 2013년 6월에는 미군이 병사 일부에게 주스바 출입을 금지했던 것 등에 대해 주스바 업주 등 200여 명이 오산공군기지의 앞에서 항의 데모를 실시하기도 했다.

## 성매매 피해 진상규명 및 지원에 관한 특별법안

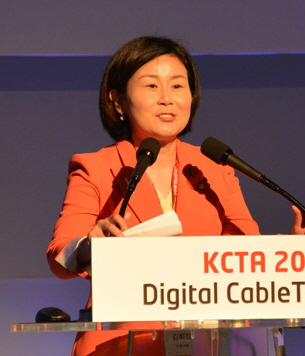
사실이 밝혀질 때까지 한국 정부에 대한 소송에 대해 입장을 명확하게 하지 않는다고 표명한 김희정 여성가족부 장관

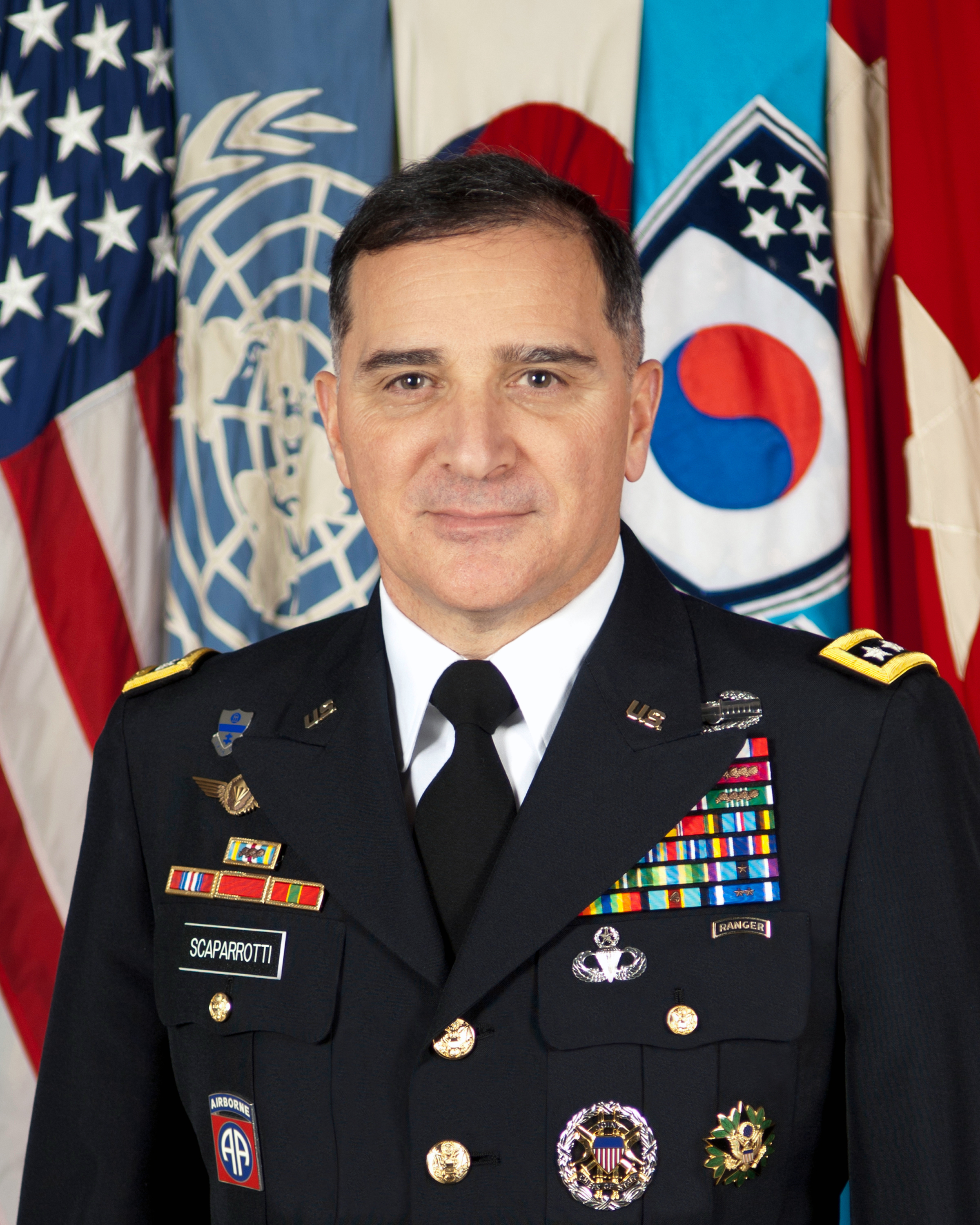
한미연합군사령관 커티스 스캐퍼로티 대장

1966년 10월 18일에 대법원은 일상 용어에서 위안부라 함은 매춘행위를 하는 여성을 나타낸다고 판결했다. 여성가족부는 기지촌 여성들의 비판을 비판해왔다. 미군 위안부들은 사회로부터 냉대와 멸시를 받아 왔으며, 2011년부터 '한국 내 기지촌 미군 위안부 국가 손해배상 청구 소송'을 준비해왔다.
2014년 6월 25일에 미군 위안부 122명의 기지촌 위안부 국가 배상 소송단은 대한민국 정부를 피고로 하여 성폭행, 감금, 매춘 강요, 인신매매, 마약 투여, 강제 낙태, 공무원의 유착 부정 등에 대한 배상을 요구하는 소장을 서울중앙지방법원에 제출했다. 여성가족부는 소송에 대한 답변을 거절하고 있지만 미군은 소송에 대해 인식하고 있는 것을 밝혔다. 주한미군은 매춘, 인신매매를 허가하지 않는다고 하고 있다.
2014년 7월 7일에 특별 조치법 성매매 피해 진상규명 및 지원에 관한 특별법안이 새정치민주연합 김광진에 의해 발의되었다. 2014년 7월 22일 박근혜 정부의 김희정 여성가족부 장관은 현재 국가가 이들을 관리했다는 입장과 그렇지 않다는 입장이 맞서고 있는 사안이기 때문에 사실관계가 정확히 밝혀진 후에 입장 표명을 할 것이라고 발표했다. 캐서린 문 브루킹스연구소 한국 석좌는 외국 여성들이 한국 여성에 비해 법의 보호를 받을 수 없을 가능성이 크다고 말한다. 2014년 7월 31일에 북한은 이것이 미국에 의한 위안부 범죄사건이고, 미국이 이 사건에 대한 책임을 남측에 떠넘기고 있으며, 조선 민족에게 범한 반인륜적 범죄에 시효는 있을 수 없다고 표명했다. 2014년 8월 8일, 조선민주여성동맹은 월스트리트저널과 뉴욕 타임스 등 미국 언론에 의한 '미군 위안부' 보도를 인용해 알렸으며 이를 한국 정부의 조장에 의해 행해진 현대판 특대형 반인륜적 범죄라고 하여 한국과 미국 정부의 사죄와 전적인 책임을 촉구했다고 한다.
한미연합군사령관 커티스 스캐퍼로티(en) 대장은 미국 병사에게 매춘과 주스바를 금지했다.

## 미군 위안부라는 명칭에 대한 논란
1990년대 초까지 위안부라는 표현은 군인을 대상으로 성매매를 하던 사람을 포함하는 말로 사용됐다. 오늘날에는 위안부라는 말이 국가에 강제로 동원된 여성을 뜻하는 말로 쓰여 기지촌 여성을 위안부로 표현하는 것이 적절한지 논쟁이 있다. '미군 위안부' 단어 사용을 반대하는 측에서는 민간에 의한 인신매매와 국가의 관리가 있었을 뿐이라며 기지촌 여성을 미군 위안부로 지칭하는게 반대하고 있다.

## 문화 속의 여성들
- 신상옥, 《지옥화》, 1958년.[92]
- 이범선, 《오발탄》, 1959년.
- 오정희, 《중국인 거리》, 1979년.
- 《맨하탄 1번지》, 1997년.
- 권정생, 《몽실언니》, 2001년.
- 노라 옥자 켈러, 《여우소녀》, 2008년.
- 《일곱집매》[35], 2013년.

## 같이 보기
- 윤금이 피살 사건
- 특수위안시설협회
- 문형선
- 이태원
- 성매매

## 추가 자료
- 또 다른 양공주의 비극
- U.S. military faces scrutiny over its prostitution policies 보관됨 2012-12-18 - 웨이백 머신
- 그날 나는 왜 그렇게 말하였던가
- ‘한-미 우호’의 아랫도리… ‘양공주’들을 민간외교관으로 활용하다 보관됨 2014-07-14 - 웨이백 머신
- Ex-Prostitutes Say South Korea and U.S. Enabled Sex Trade Near Bases
- 성매매 단속하는 척하며 여성을 외화벌이 수단으로 여겼던 한국 정부… 한국전쟁 때 위안소 설치하고, 독재정권은 주한미군·일본인 대상 성매매 조장해
- 'Juicy bars’ said to be havens for prostitution aimed at U.S. military 보관됨 2013-05-09 - 웨이백 머신
- “인신매매 당한 뒤 매일 밤 울면서 미군을 받았다”
- US servicemen in Korea contribute to human trafficking: report
- 6·25의 사생아 ‘양공주’ 통곡 50년 전쟁 그리고 약소국의 아픈 상처 ‘양공주’. 6·25가 끝난 지 50년이나 흘렀지만, 분단과 전쟁의 희생양인 양공주는 아직도 민족사 한가운데에서 총성 없는 전쟁을 치르고 있다. 보관됨 2014-07-14 - 웨이백 머신
- 김현선 (2013). 《미군 위안부 기지촌의 숨겨진 진실》. 한울 아카데미. ISBN 8946055561.